# Yvon Bourges
Yvon Bourges (Pau, 29 de junio de 1921 – París, 18 de abril de 2009) fue un político y administrador colonial francés. Fue el último de los Gobernadores Generales de África Ecuatorial desde 1958 a 1960.

## Biografía
Bourges se graduó en derecho en la Universidad de Rennes. Se convirtió en gaullista en 1940 en la Resistencia francesa y se unió a la administración prefectural de 1942 como ayudante de la prefectura de Rennes. Se convirtió en jefe de gabinete de la prefectura de Somme dos años más tarde, cargo del prefecto de Ille-et-Vilaine Philibert Dupard, luego prefecto Roger Martin que se decidirá durante la liberación de Francia. Yvon Bourges participó entonces en la transición del poder y fue designado para cargos en Amiens y Estrasburgo. Con sólo 25 años, se convirtió, en 1947, en subprefecto de Erstein. 
En 1951, a petición del Alto Comisionado Bernard Cornut-Gentille, se unió a la administración de la África Ecuatorial Francesa (AEF) para preparar a las colonias para su independencia. Primero fue gobernador de Alto Volta en 1956, después como alto comisionado de la AEF desde julio de 1958 a 1960. Posteriormente, escribió muchos artículos como "Tips from colony to his successors" en el periódico La Roue, un organismo independiente que apareció en el Sudán francés en los años 1950-60.[cita requerida]
En 1961, Bourges volvería a Francia a petición del Ministro de Interior Roger Frey para ser nombrado Jefe de Gabinete, cargo que le corresponde a cargo de las acciones de la OEA. Entró en política en 1962 como diputado de Ille-et-Vilaine y alcalde de Dinard hasta 1967. Charles de Gaulle nombró a Bourges sucesivamente Secretario de Estado de Investigación Científica (1965), Secretario de Estado de Información (1966-1967), de Cooperación (1967-1968) y de Asuntos Exteriores (1968-1969).
Después de la elección de Georges Pompidou, Bourges ocupó el cargo de Secretario de Asuntos Exteriores hasta 1972 y también retuvo la cartera de Ministro de Comercio durante nueve meses. En 1975, bajo la presidencia de Valéry Giscard d'Estaing en 1975 fue ministro de Defensa, donde aumentó el presupuesto y modernizar el equipamiento de las fuerzas armadas, en particular mediante la adopción del FA-MAS en 1975 y la botadura del submarino nuclear L'Inflexible. Estuvo bajo el mando del secretario general de Estado, Marcel Bigeard. Dejó el gabinete para ingresar al Senado francés en 1980.
Bourges estuvo en el Consejo General desde 1964 hasta 1988, se reunió con el jefe del municipio de Dinard entre 1971 y 1989. Sucedió a Raymond Marcellin, presidió el Consejo Regional de Bretaña de 1986 a 1998. Fue eurodiputado de 1973 a 1975, presidió el Movimiento Paneuropeo desde 1993 y publicó en 1999 "Europa nuestro destino". En 1998, se retiró de la política. ç

## Enlacesd externos
- Esta obra contiene una traducción  derivada de «Yvon Bourges» de Wikipedia en inglés, publicada por sus editores bajo la Licencia de documentación libre de GNU y la Licencia Creative Commons Atribución-CompartirIgual 4.0 Internacional.

- Datos: Q764381
- Multimedia: Yvon Bourges / Q764381